# 菲利克斯·史羅特
菲利克斯.史羅特（德語：Felix Schröter；1996年1月23日—）是一位德國足球運動員，在場上的位置是前鋒。現在效力於沙爾克04。